# Evgueni Koriakovski
Evgueni Ivanovitch Koriakovski (Евгений Иванович Коряковский), né le 29 juin 1975 à Iaroslavl, est un acteur russe.

## Carrière
Il étudie en 1996-1997 au fameux GuiTIS de Moscou et à l'École d'art dramatique d'Anatoli Vassiliev, puis de 2000 à 2004, il prend des cours avec Sergueï Prokhanov. En 2007-2008, il suit des sessions au théâtre-studio Piotr-Fomenko (fondé par Piotr Fomenko en 1993) et en 2009 au Lee Strasberg Theatre and Film Institute. De 1997 à 2002, il se produit au théâtre de danse Graffiti de Iaroslavl dont il est un des cofondateurs. Il est intégré à la troupe du théâtre de la Lune de 2001 à 2008. Il y a joué notamment dans Roméo et Juliette de Shakespeare, dans Le Voyage des dilettantes de Prokhanov, ou encore dans Richard III de Shakespeare.
Au cinéma, on l'a remarqué pour la première fois dans le rôle principal de Timofeï, jeune publicitaire moscovite qui découvre son homosexualité, en 2004 dans le film Je t'aime, toi. Depuis cette époque, il ne cesse de tourner pour le cinéma et à la télévision russe. Le public étranger l'a aperçu en 2011 dans le film Toi et Moi qui traite d'un sujet lesbien et où il tient le rôle d'Alexeï.